# تانر ساغیر
تانر ساغیر (ترکی استانبولی: Taner Sağır؛ زادهٔ ۱۳ مارس ۱۹۸۵) وزنه‌بردار اهل ترکیه است.
وی در مسابقات کشوری و بین‌المللی در مجموع برندهٔ ۴ مدال طلا، ۱ مدال برنز شده‌است.